# Kẻng tam giác
Kẻng tam giác hay Trai-en-gô (tiếng Anh: Triangle, tiếng Pháp: Triangle, tiếng Đức: Dreieck, tiếng Ý: Triangolo, tiếng Tây Ban Nha: Triángulo) là một nhạc cụ trong dàn nhạc giao hưởng. Nếu xét về kích cỡ, đây là một trong những nhạc cụ nhỏ nhất trong dàn nhạc.

## Lịch sử
Vào thế kỷ 15, người ta đã biết đến nhạc cụ kẻng tam giác. Đến thế kỷ 18, nhà soạn nhạc người Pháp André Grétry trong vở opera do ông sáng tác. Nhạc cụ này dần trở nên quen thuộc với các nhà soạn nhạc như Wolfgang Amadeus Mozart (điều này có thể thấy trong Vụ bắt cóc từ hậu cung hay Hành khúc Thổ Nhĩ Kỳ), Ludwig van Beethoven và một số người khác, bởi nó khắc họa rất tốt màu sắc phương Đông và nếu tác giả cần thì sẽ dùng đến.

## Cấu trúc
Nói chung, cấu tạo của kẻng tam giác đơn giản. Nhạc cụ này gồm một thanh kim loại uốn thành hình tam giác, trong đó có một góc không liền. Chiều dài của mỗi cạnh của tam giác này là 20 cm. Nó được treo bởi một sợi dây. Kẻng tam giác phát ra âm thanh bằng cách dùng một thanh kim loại khác thẳng gõ vào các thành của nhạc cụ.

## Âm thanh
Kẻng tam giác là một nhạc cụ không có độ cao về âm nhất định. Tuy nhiên, chúng ta có thể cảm nhận tiếng trong trẻo, tạo cảm giác tươi mát, dịu dàng, có lúc ngời sáng của nó.